# Die Deutschen Konservativen
Die Deutschen Konservativen e. V. ist ein Verein mit Sitz in Hamburg, der am 17. September 1986 gegründet wurde. Im Verfassungsschutzbericht des Bundesamtes für Verfassungsschutz 1995 wurde der Verein als rechtsextrem eingestuft.

## Vereinszweck
Erklärter Zweck des Vereins ist die Mitwirkung an der politischen Willensbildung. Der Verein unterstützt einzelne Kandidaten oder Parteien durch Wahlvorschläge oder rät von ihrer Wahl ab. Die Mitglieder verstehen sich nicht als Sprachrohr einer Partei, sondern als Gegengewicht zur politischen Linken und den als linkslastig empfundenen Medien. Seit 1987 in Hamburg und 2007 erstmals auch in Bremen traten die Deutschen Konservativen mit eigenen Kandidaten zu Wahlen an.
Der Verein zählt etwa zwei Dutzend Mitglieder und eine nicht näher bekannte Zahl von Förderern. Geschäftsführender Vorsitzender war der Journalist, Buchautor und Politiker Joachim Siegerist. Als Ehrenpräsident fungierte der ehemalige Bürgermeister und CDU-Innensenator von Berlin, Heinrich Lummer.

## Entstehung
Der Verein ist eine Abspaltung der 1981 gegründeten Konservativen Aktion, die aus der Bürgeraktion Demokraten für Strauß hervorgegangen war. Mitte Juni 1986 wurde der Geschäftsführer und Mitbegründer der Konservativen Aktion, Joachim Siegerist, aus dem Verein ausgeschlossen. Hintergrund waren interne Kontroversen über die politische Ausrichtung des Vereins und finanzielle Unregelmäßigkeiten, die der Vereinsvorstand Siegerist vorwarf. Zusammen mit anderen Mitstreitern rief Siegerist zunächst die Konservative Aktion Deutschland e. V. ins Leben, die im September 1986 in Die Deutschen Konservativen e. V. umbenannt wurde.

## Entwicklung und Aktivitäten
Der Verein macht vor allem durch Aktionen, Anzeigenkampagnen und Rundschreiben an Förderer und potentielle Spender auf sich aufmerksam. Im Mai 1987 traten die Deutschen Konservativen zu den Bürgerschaftswahlen in Hamburg an, konnten aber nur 0,1 % der Stimmen gewinnen. Seit 1991 nehmen die Deutschen Konservativen regelmäßig an den Wahlen zur Bezirksversammlung in Hamburg-Wandsbek teil. Hier erzielen sie Ergebnisse zwischen 0,1 und 0,2 %.
Mitte der 1980er Jahre initiierte der Verein eine Kampagne zur Freilassung des im alliierten Militärgefängnis von Berlin-Spandau inhaftierten Hitler-Stellvertreters Rudolf Heß. Am 20. August 1987, drei Tage nach dem Tod von Heß, veröffentlichten die Deutschen Konservativen eine Traueranzeige in der Frankfurter Allgemeinen Zeitung, in der es unter anderem hieß, „dieser Mann“ (Rudolf Heß) werde „vor Gott […] Gnade und Gerechtigkeit finden“. 1988 vertrieb der Verein Rudolf-Heß-Gedenkmedaillen.
Im April 1987 wurden der Vereinsvorsitzende, Joachim Siegerist, sein Stellvertreter Michael Stange und Ehrenpräsident Chlodwig Prinz zur Lippe wegen Beleidigung des ehemaligen Bundeskanzlers und SPD-Vorsitzenden Willy Brandt erstinstanzlich zu einer Geldstrafe von 17.550 DM verurteilt. In einem von den Angeklagten 1986 verbreiteten Rundschreiben war Brandt als „Vaterlandsverräter“ und „zwielichtiger Mann […] ohne politischen Anstand“ bezeichnet worden, der „Deutschlands Unterwerfung unter Moskaus Diktat“ wolle. Das Urteil wurde 1989 vom Landgericht Hamburg bestätigt.
Vor der Wende organisierten die Deutschen Konservativen regelmäßig Demonstrationen an der innerdeutschen Grenze und an der Berliner Mauer, die sich gegen die SED-Diktatur richteten. Im Juni 1989 ließen Mitglieder des Vereins an Luftballons befestigte Protestflugblätter in Richtung DDR aufsteigen. Im vereinigten Deutschland sprachen sich die Deutschen Konservativen gegen eine Regierungsbeteiligung der SED-Nachfolgepartei PDS aus.
Wegen zweier Rundschreiben des Vereins aus dem Jahre 1992 wurde der Vereinsvorsitzende Joachim Siegerist vom Landgericht Hamburg am 21. November 1997 wegen Volksverhetzung, Aufstachelung zum Rassenhass und Beleidigung rechtskräftig zu einer Freiheitsstrafe von einem Jahr und neun Monaten auf Bewährung sowie einer Geldstrafe von 24.000 DM verurteilt. Siegerist hatte in den besagten Schreiben „Zigeuner“ als „durchweg ein übles, kriminelles Pack“ bezeichnet, das sich „bei uns aufführt wie von Nazis verfolgte Juden“, die „rauben, stehlen, betrügen, erpressen und bedrohen“. Denselben Tenor hatte eine halbseitige Anzeige, die von den Deutschen Konservativen im Oktober 1992 im rechten Ostpreußenblatt geschaltet wurde.
Im November 1998 wurde einer Reisegruppe der Deutschen Konservativen die Einreise nach Israel verweigert. Die Maßnahme der israelischen Regierung richtete sich gegen den Vereinsvorsitzenden, den man als einen „politisch aktiven Rassisten des extremen rechten Flügels“ einstufte.
Die Deutschen Konservativen veranstalten regelmäßig Kongresse zu politischen Themen, bei denen Politiker und Redner vornehmlich aus dem rechten politischen Spektrum auftreten. Seit Mitte der 1990er Jahre versenden die Deutschen Konservativen vermehrt Rundschreiben an Förderer und Interessenten, in denen unter anderem Kampagnen angekündigt werden und zu Spenden aufgerufen wird. Ende der neunziger Jahre sprach sich der Verein im Zusammenhang mit dem Entschädigungsfonds für NS-Zwangsarbeiter gegen weitere Wiedergutmachungsleistungen Deutschlands aus und machte zugleich auf das Schicksal deutscher Zwangsarbeiter aufmerksam. Außerdem lehnten die Deutschen Konservativen das geplante Holocaust-Mahnmal am Brandenburger Tor ab. In weiteren Spendenbriefen bat Joachim Siegerist im Namen des Vereins um finanzielle Unterstützung für den Bau einer Soldaten-Kapelle und eines „Friedens-Museums“ für die Soldaten der deutschen Wehrmacht auf seinem Anwesen in der Nähe von Jelgava/Lettland. Wiederholt haben die Deutschen Konservativen zu humanitären Hilfen für ehemalige Angehörige der Waffen-SS in Lettland aufgerufen.
Im Mai 2000 warben die Die Deutschen Konservativen mit einem ganzseitigen Inserat in der Wiener Tageszeitung Die Presse für einen „fairen Umgang mit Jörg Haider“ und ein Ende der „Diskriminierung Österreichs“.
Anfang 2003 unterstützten Die Deutschen Konservativen das Antreten der Deutschen Partei zu den Bürgerschaftswahlen in Bremen. Diese von den Verfassungsschutzämtern mehrerer Bundesländer als rechtsextrem bezeichnete Deutsche Partei erzielte bei den Wahlen am 25. Mai 2003 ein Ergebnis von 0,5 %.
Im November 2003 setzten sich Die Deutschen Konservativen mit einer Anzeigenkampagne für den Bundestagsabgeordneten Martin Hohmann ein, der wegen einer als antisemitisch eingestuften Rede aus der CDU-Bundestagsfraktion ausgeschlossen worden war. In den Anzeigen wurde auch ein Foto des im Jahr 2000 verstorbenen Fuldaer Erzbischofs Johannes Dyba abgebildet. Kirchenvertreter und Angehörige Dybas distanzierten sich von der Aktion.
Ein weiteres wichtiges Betätigungsfeld von Joachim Siegerist und seinen Deutschen Konservativen stellt seit 1988 die politische „Einigung der Rechten“ in Deutschland dar, die allerdings bislang nicht erreicht wurde. Außerdem waren die Deutschen Konservativen am Projekt Euro-Rechte beteiligt, das von dem österreichischen Politiker Jörg Haider ins Leben gerufen wurde. Weitere Partner dieses europäischen Netzwerkes waren unter anderem der belgische Vlaams Blok und die italienische Lega Nord.
Die Wählerinitiative Bremen muß leben, u. a. mit Bernd Rabehl und Ivan Denes, ist seit Januar 2007 offizieller Landesverband der Deutschen Konservativen e. V. Sie nahm an der Bremischen Bürgerschaftswahl am 13. Mai 2007 teil. Das von Spitzenkandidat Joachim Siegerist angestrebte Ergebnis von 25 % wurde mit 1,6 % der Stimmen deutlich verfehlt. Der Wahlkampf von „Bremen muß leben“ wurde aktiv vom Kärntner Landeshauptmann und früheren Vorsitzenden der österreichischen FPÖ, Jörg Haider, unterstützt, der am 27. April 2007 als Hauptredner einer Großveranstaltung der Wählerinitiative in Bremen auftrat.
Eine Teilnahme des Vereins an der Bürgerschaftswahl in Hamburg 2011 scheiterte, da die Beteiligungsanzeige zu spät erfolgte. 2014 trat der Verein bei der Wahl zur Bezirksversammlung im Bezirk Hamburg-Nord an und erreichte 0,06 % der Stimmen.

## Kritik
Der SPIEGEL warf 1986 den Deutschen Konservativen und ihrem Vorsitzenden Joachim Siegerist antisemitische und rassistische Stereotype vor, die sich vor allem in den Rundschreiben und der Vereinszeitschrift Konservative Deutsche Zeitung fänden. Wiederholt sind jüdische Organisationen und deren Funktionäre das Ziel publizistischer Angriffe des Vereins. Bereits 1986 sprach Siegerist von „Strolchen aus dem Jüdischen Weltkongress und fanatischen Juden aus Israel“, die „Deutschland […] in den Staub“ drücken wollten. In einem weiteren Brief an Förderer und Spender vom 6. Dezember 1988 bezeichnete Siegerist den damaligen Vorsitzenden des Zentralrates der Juden in Deutschland, Heinz Galinski, als den „mir überaus unsympathischen ‚Berufsjuden’“.
Kritisiert wird auch, dass die Deutschen Konservativen Parteien und Vereinigungen des äußeren rechten Spektrums unterstützen und Vertretern dieser Organisationen eine politische Plattform bieten. Auf den jährlichen Kongressen der Deutschen Konservativen sind als Referenten und Gäste unter anderem der Vorsitzende der Republikaner, Rolf Schlierer, der spätere NPD-Anwalt Horst Mahler und der wegen Volksverhetzung verurteilte Liedermacher Frank Rennicke aufgetreten. Seit Ende der 1990er Jahre zählen regelmäßig auch Repräsentanten der österreichischen FPÖ/BZÖ von Jörg Haider zu den Teilnehmern und Rednern der Veranstaltung.
Im Verfassungsschutzbericht 1995 der Bundesrepublik Deutschland wurden Die Deutschen Konservativen als „rechtsextremistisch“ bezeichnet. 1998 bestätigte der Verfassungsschutz in Köln auf Anfrage von Journalisten, dass die Vereinigung Die Deutschen Konservativen seit Jahren als rechtsextremer Zusammenschluss bekannt sei. Dass die Gruppierung in späteren Verfassungsschutzberichten nicht mehr erwähnt wurde, bedeute nicht, dass die Vereinigung nicht mehr aktiv sei. Im November 2013 erklärten Vertreter des Verfassungsschutzes laut einem Bericht der Tageszeitung Neues Deutschland, dass die Vereinigung „zurzeit nicht beobachtet“ würde.
Auch im gemäßigt rechten politischen Lager sind Die Deutschen Konservativen umstritten. Kritisiert wird vor allem, dass die von dem Verein angekündigten und mit aufwendigen Spendenkampagnen begleiteten Aktionen entweder nicht oder nur in beschränktem Umfang durchgeführt werden. In einem Rundschreiben der Jungen Konservativen, die aus einem Jugendverband der Deutschen Konservativen e. V. hervorgegangen sind, heißt es, dass der Vorsitzende Joachim Siegerist „stets an vorderster Front“ stehe, „wenn es darum geht, große Töne zu spucken“. Ein Ziel von Siegerist seien „horrende Spendeneingänge (…) die er in seinen zahlreichen Bettelbriefen ahnungslosen Anhängern aus der Tasche“ locke und die die Deutschen Konservativen in „irgendwelchen dunklen Kanälen sinnlos verschwinden lassen“.
1992 vereinnahmten Die Deutschen Konservativen mit zwei Spendenaufrufen Zuwendungen in Höhe von 85.409 DM für eine Kampagne gegen (von ihnen so bezeichneten) „Asylmissbrauch“. Von diesem Geld wurde lediglich eine Anzeige unter der Überschrift „Kriminelle Zigeuner“ im kleinauflagigen Ostpreußenblatt im Wert von knapp 2.000 DM geschaltet. Der Rest des Geldes soll größtenteils für Gehälter des Vorsitzenden, des Geschäftsführers und eines weiteren Vorstandsmitgliedes verwendet worden sein.
In einem Prozess wegen Volksverhetzung gegen den Vereinsvorsitzenden im Jahre 1994 bezeichnete der Staatsanwalt die Deutschen Konservativen als einen „Wirtschaftsverein“. Dem Angeklagten Siegerist hielt er in diesem Zusammenhang vor, „ihm gehe es nicht um die politische Meinungsbildung, sondern letztlich darum, mit Spendenaufrufen seinen Lebensunterhalt zu verdienen“.
Der frühere Vorsitzende der Republikaner, Franz Schönhuber, bezeichnete Siegerist in seinem 2004 veröffentlichten Buch als „unbestrittenen König unter den Spendensammlern“.

## Publikationen
Die Deutschen Konservativen versenden regelmäßig Rundbriefe zu politischen Themen, die nach Angaben des Vereins eine Auflage von mehreren Zehntausend Exemplaren erreichen. Seit 1999 geben Die Deutschen Konservativen regelmäßig das Periodikum Deutschland-Magazin (DM) heraus. Die Auflage der Publikation wird vom Vereinsvorstand auf 100.000 Exemplare beziffert. Parallel dazu erscheint das Informationsblatt „Berliner Brief“.